# Стырчены
Стырчены, Стырчень (рум. Stîrceni) — село в Флорештском районе Молдавии. Наряду с селом Варваровка входит в состав коммуны Варваровка.

## География
Село расположено на высоте 77 метров над уровнем моря.

## Население
По данным переписи населения 2004 года, в селе Стырчень проживает 36 человек (17 мужчин, 19 женщин).
Этнический состав села:
| Национальность | Число жителей | Процентный состав |
| -------------- | ------------- | ----------------- |
| молдаване      | 36            | 100,0             |
| Всего          | 36            | 100 %             |